# Réforme orthographique chilienne
Vous lisez un « article de qualité » labellisé en 2020.
La réforme orthographique chilienne (en espagnol : reforma ortográfica chilena) est une réforme orthographique de la langue espagnole, ou castillan, ayant été appliquée au Chili et dans d'autres territoires de l'Amérique hispanique au XIXe siècle et au début du XXe siècle dans le but d'améliorer l'adéquation entre l'écriture de la langue et sa prononciation.
S'inscrivant dans une longue tradition phonétiste hispanique, le projet de réforme naît en 1823 à Londres sous la plume de l'écrivain vénézuélien Andrés Bello. Dans un contexte d'émancipation des anciennes colonies espagnoles en Amérique, et sous l'influence du réformisme nord-américain de Noah Webster, Bello propose d'établir une orthographe castillane affranchie des conventions héritées de l'étymologie et de l'usage établi, pour n'être que le seul reflet de la prononciation des mots. Certaines de ses propositions se répandent dans diverses parties du monde hispanique avec plus ou moins de succès, jusqu'en 1843 où le jeune auteur argentin Domingo Faustino Sarmiento présente devant l'université du Chili, dont Bello est devenu le recteur, une proposition de réforme plus radicale ne prenant en compte que la prononciation de l'espagnol d'Amérique, contrairement à celle de son prédécesseur qui se voulait pan-hispanique. Après une phase de débats, c'est finalement un projet proche de celui de Bello qui est approuvé en 1844 par les universitaires chiliens, et officiellement promulgué par le gouvernement du pays.
Après quelques années de succès, la réforme ne parvient toutefois pas à s'imposer dans sa totalité, bien que deux de ses spécificités — l'usage systématique de j pour noter le son [ x] et celui de i pour noter le son [i] — connaissent une importante diffusion en Amérique hispanique. L'orthographe de l'Académie royale espagnole, officiellement imposée en Espagne à partir de 1844, a finalement raison de l'orthographe chilienne, progressivement concurrencée, débattue, puis délaissée dans ses différents territoires d'implantation, jusqu'à être définitivement abandonnée par le gouvernement chilien en 1927.

## Prémisses

### Débuts du réformisme orthographique espagnol
La première tentative de codification de l'écriture de la langue espagnole remonte au XIIIe siècle : sous l'égide du roi Alphonse X de Castille, ou peut-être dès son prédécesseur Ferdinand III, est mise au point une norme orthographique transcrivant la prononciation du castillan médiéval,. Ce système, destiné à mettre fin à l'anarchie orthographique qui prévalait jusqu'alors, s'affranchit des conventions héritées du latin pour noter le plus fidèlement possible les phonèmes de la langue de l'époque. Un tel phonétisme, alors sans équivalent dans les autres grandes langues européennes, est toutefois mis à mal par l'évolution du castillan, dont la prononciation se modifie considérablement au cours des siècles qui suivent ; si bien qu'aux XVe et XVIe siècles, période de renouveau intellectuel dite du « siècle d'or », la norme alphonsine ne reflète plus fidèlement les phonèmes de la langue.

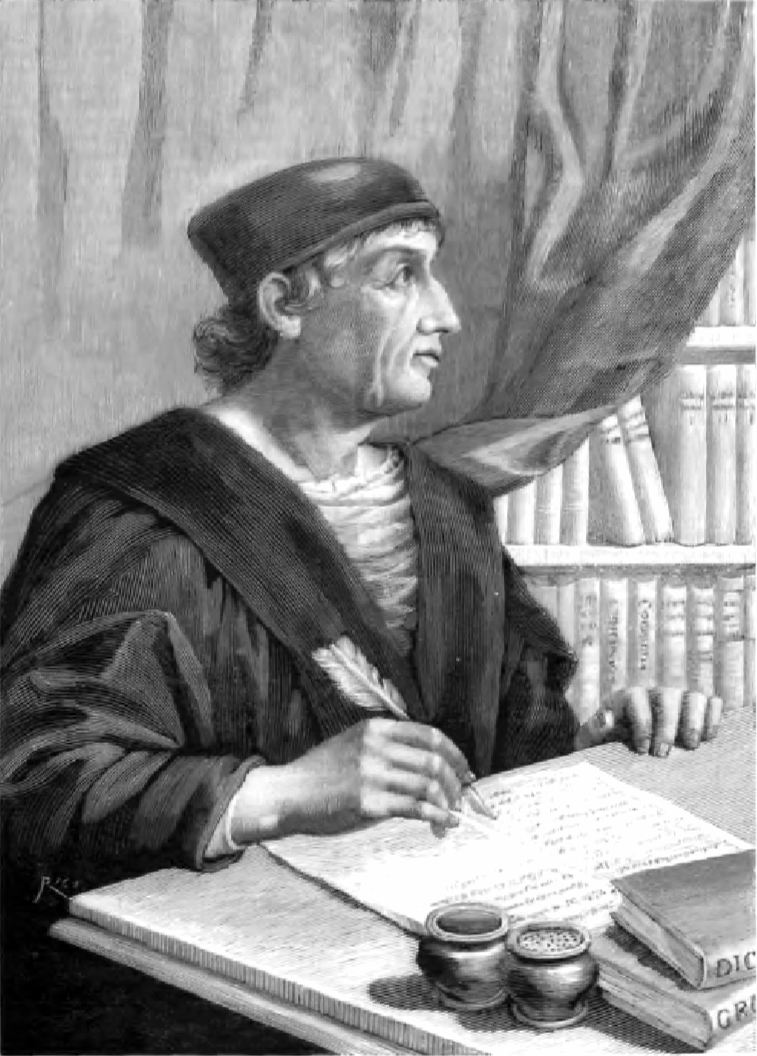
Antonio de Nebrija, réformiste orthographique du siècle d'or espagnol.

De nombreux intellectuels tentent de remédier à ce décalage en prônant une nouvelle orthographe phonétique. C'est le cas de l'humaniste et grammairien Antonio de Nebrija, auteur en 1492 de la Grammaire castillane, première grammaire d'une langue européenne moderne, où il déclare : « ainsi doit-on écrire comme on prononce, et prononcer comme on écrit, sans quoi les lettres auront été inventées en vain », principe qu'il réaffirme en 1517 dans ses Reglas de Orthografía en la lengua castellana (« Règles d'orthographe de la langue castillane »). Son esprit réformiste et ses prises de position contre les usages latinisants inadaptés à l'espagnol, se retrouvent chez d'autres lettrés comme l'érudit Juan de Valdés, auteur d'un Diálogo de la lengua (« Dialogue sur la langue ») en 1535, l'écrivain Mateo Alemán, qui publie une Orthografía castellana (« Orthographe castillane ») en 1608, ou le linguiste Gonzalo Correas, qui propose en 1630 dans son Ortografía kastellana nueva i perfeta (« Orthographe castillane nouvelle et parfaite ») une réforme radicale visant à « eskrivir, komo se pronunzia, i pronunziar, komo se eskrive » (« écrire comme on prononce et prononcer comme on écrit »).
Ce mouvement phonétiste se heurte toutefois à deux autres courants : les partisans de l'usage, qui prônent le respect des graphies communément répandues et établies, et les étymologistes, pour qui l'écriture des mots espagnols doit préserver l'orthographe des mots grecs ou latins dont ils descendent (leurs étymons). C'est ce dernier courant qui remporte l'adhésion de l'Académie royale espagnole, fondée au début du XVIIIe siècle pour codifier la langue castillane : l'écriture de celle-ci reprend alors dans ses grandes lignes la norme alphonsine du XIIIe siècle, maintenant ainsi des graphies qui ne représentent plus la prononciation de l'époque, tout en intégrant des éléments gréco-latins et une certaine influence française (le mot ortografía s'écrivant par exemple orthographía). L'Académie fait cependant volte-face dans son Orthographía de 1741, qui consacre la primauté de la prononciation sur l'étymologie et les usages conventionnels tout en se voulant concilier au mieux ces trois paramètres : l'orthographe doit d'abord refléter la prononciation, puis l'étymologie détermine comment la noter, à moins que l'usage établi ne privilégie une autre graphie.

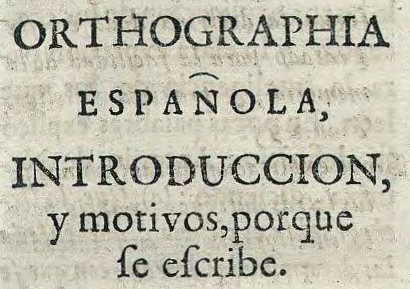
Extrait de lOrthographía española de 1741.

S'ensuit une période de réformes où l'Académie met fin à un certain nombre de pratiques étymologistes qui prévalaient jusque-là, imposant notamment la simplification des digrammes th et ph en t et f : si la première édition de son traité d'orthographe, publiée en 1741, s'intitulait Orthographía, la seconde, parue onze ans plus tard, voit donc son titre réécrit sous la forme Ortografía. Bien que cette nouvelle orthographe académique s'élève rapidement au rang de norme dans le monde hispanique, certains auteurs, estimant que l'Académie ne va pas assez loin dans le phonétisme (en conservant par exemple la lettre h alors qu'elle ne note aucun son en espagnol), continuent de proposer dans le même temps leurs propres réformes, sans succès dans un premier temps.

### Émancipation des colonies et réformisme nord-américain
À la fin du XVIIIe siècle et au début du XIXe siècle, les territoires espagnols d'Amérique commencent à prendre conscience de leur identité propre. Le retentissement des révolutions américaine et française, couplé à la croissance de la population créole née sur place et entretenant des liens plus ténus avec l'Espagne, entraîne une remise en cause de l'ordre social hérité de la société espagnole et l'émergence d'un idéal indépendantiste, qui se traduit bientôt par l'établissement de républiques indépendantes en Amérique. Au Chili, ce processus d'indépendance s'étale entre 1810, avec la création de la Junte nationale — premier gouvernement autonome du pays — et 1823, année où le héros de l'indépendance puis autocrate Bernardo O'Higgins se retire de la présidence chilienne. Dans ce contexte, les élites hispano-américaines fraîchement émancipées se questionnent sur leur identité nationale, définissant des notions telles que la lengua patria (« langue-patrie ») ou l'idioma nacional (« langue nationale »), et débattant de ce qui fait l'americanidad (« américanité ») des nations nouvellement indépendantes. Bien que la norme linguistique prônée par les cercles cultivés soit toujours celle de l'espagnol d'Espagne, dont la maîtrise est vue comme un vecteur de progrès pour les peuples américains et un moyen d'assurer une éducation qui se veut universelle, la production textuelle commence à incorporer des tournures propres à la langue telle qu'elle se pratique en Amérique, phénomène visible par exemple dans les écrits gauchesques de Bartolomé Hidalgo.

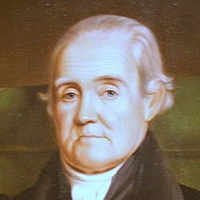
Noah Webster, inspirateur des réformistes hispano-américains.

Cette période d'effervescence intellectuelle vis-à-vis de la question linguistique, marquée par la dichotomie entre la langue « soignée » des élites, proche du castillan péninsulaire, et la langue populaire caractérisée par ses propres évolutions, trouve son pendant de l'autre côté du continent, aux États-Unis, où l'enseignant Noah Webster prône la reconnaissance du caractère distinct de l'anglais américain vis-à-vis de l'anglais britannique. Pour Webster, l'émancipation politique des États-Unis va de pair avec son émancipation littéraire et linguistique : défendant l'idée que la nouvelle nation américaine doit rompre avec les conventions orthographiques et grammaticales héritées du Royaume-Uni et plus généralement de la vieille Europe, il prône dans un traité paru en 1789, puis dans son célèbre American Dictionary of the English Language de 1828, une réforme de l'orthographe visant à mieux noter la prononciation de l'anglais d'Amérique et à mettre fin à l'influence des racines classiques et françaises dans l'écriture des mots,. L'idée sous-jacente d'une nouvelle langue pour le Nouveau Monde, appartenant à ses habitants et libre de toute attache vis-à-vis de son passé ancien et lointain — ce qui se traduit chez Webster par une nouvelle orthographe respectant la prononciation et expurgée de tout étymologisme — se retrouvera chez les réformistes hispano-américains partisans d'une orthographe phonétique.

## Émergence du projet et débats (1823-1844)

### Préconisations d'Andrés Bello (1823)

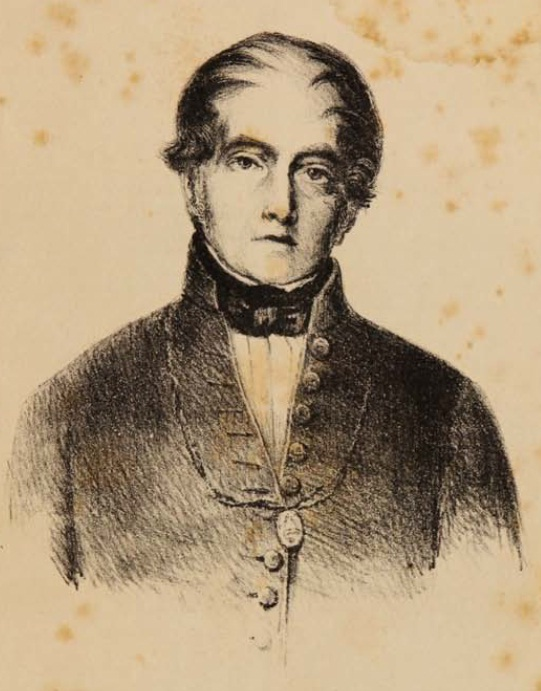
Andrés Bello, initiateur de la réforme.

L'idée initiale de la réforme orthographique chilienne remonte à 1823 : le jeune exilé vénézuélien Andrés Bello, qui vit à Londres depuis 1810 aux côtés d'émigrés espagnols et de révolutionnaires hispano-américains versés dans les questions culturelles et linguistiques, fonde avec l'écrivain colombien Juan García del Río et d'autres auteurs la revue Biblioteca Americana, o Miscelánea de Literatura, Artes i Ciencias (« Bibliothèque américaine, ou florilège de littérature, d'arts et de sciences »). Son premier numéro contient un article signé G. R. et A. B. (pour García del Río et Andrés Bello), intitulé Indicaciones sobre la conveniencia de simplificar i uniformar la ortografía en América (« Indications sur l'opportunité de simplifier et d'uniformiser l'orthographe en Amérique »). Dans ce texte, Bello, possiblement influencé par les idées de Webster et de certains hispanophones réformistes vivant également à Londres,, retrace d'abord l'histoire des courants orthographiques, de Nebrija au XIXe siècle, et loue les réformes menées par l'Académie royale espagnole depuis sa création :
« Nosotros ciertamente miramos como apreciabilísimos sus trabajos. Al comparar el estado de la escritura castellana, cuando la Academia se dedicó a simplificarla, con el que hoy tiene, no sabemos qué es más de alabar, si el espíritu de liberalidad (bien diferente del que suele animar tales cuerpos) con que la Academia ha patrocinado e introducido ella misma las reformas útiles, o la docilidad del público en adoptarlas, tanto en la Península como fuera de ella. »
« Nous tenons sans nul doute ses travaux pour hautement appréciables. À comparer l'état de l'écriture espagnole lorsque l'Académie s'employa à la simplifier, et son état actuel, nous ne savons ce qui est le plus digne d'éloges, de l'esprit de libéralité (bien différent de celui qui anime d'ordinaire de tels organismes) avec lequel l'Académie a supervisé et introduit elle-même les réformes utiles, ou de leur adoption docile par le public, tant dans la Péninsule qu'en-dehors. »
Et cependant, poursuit-il :
« La Academia adoptó tres principios fundamentales para la formación de las reglas ortográficas: pronunciación, uso constante y origen. De estos, el primero es el único esencial y legítimo; la concurrencia de los otros dos es un desorden, que solo la necesidad puede disculpar. La Academia misma, que los admite, manifiesta contradicción en más de una página de su tratado. »
« L'Académie a adopté trois principes fondamentaux pour définir les règles orthographiques : la prononciation, l'usage établi et l'origine. De ceux-là, le premier est le seul essentiel et légitime ; la concurrence des deux autres crée un désordre, que seule la nécessité peut excuser. L'Académie elle-même, qui les admet tous trois, se contredit dans plus d'une page de son traité. »
Bello adopte ainsi une position phonétiste en affirmant que le but de l'écriture est de refléter le plus fidèlement possible la prononciation : par conséquent, celle-ci doit être prise pour seul critère dans l'établissement des règles de l'orthographe, sans considération pour l'usage établi ou l'étymologie. C'est d'ailleurs à l'encontre de cette dernière qu'il émet ses plus sévères critiques :
« La etimología es la gran fuente de la confusión de los alfabetos de Europa. Uno de los mayores absurdos que han podido introducirse en el arte de pintar las palabras, es la regla que nos prescribe deslindar su origen para saber de qué modo se han de trasladar al papel. ¿Qué cosa más contraria a la razón que establecer como regla de la escritura de los pueblos que hoy existen, la pronunciación de los pueblos que existieron dos o tres mil años ha, dejando, según parece, la nuestra para que sirva de norte a la ortografía de algún pueblo que ha de florecer de aquí a dos o tres mil años? Pues el consultar la etimología para averiguar con qué letra debe escribirse tal o cuál dicción, no es, si bien se mira, otra cosa. Ni se responda que eso se verifica sólo cuando el sonido deja libre la elección entre dos o más letras que lo representan. Destiérrese, replica la sana razón, esa superflua multiplicidad de signos, dejando de todos ellos aquel solo que por su unidad de valor merezca la preferencia. »
« L'étymologie est la principale source de confusion alphabétique en Europe. L'une des plus grandes absurdités qui aient pu s'immiscer dans l'art de peindre les mots est la règle prescrivant de remonter à leur origine pour savoir de quelle manière ils doivent être couchés sur le papier. Y a-t-il chose plus contraire à la raison que d'établir comme règle d'écriture pour les peuples d'aujourd'hui, la prononciation des peuples d'il y a deux ou trois mille ans, laissant, dans cette optique, la nôtre servir de référence pour l'orthographe de quelque peuple qui fleurira dans deux ou trois mille ans ? Car consulter l'étymologie pour savoir par quelle lettre noter telle ou telle prononciation, ce n'est pas, à bien y regarder, autre chose. Et inutile de préciser que cela ne vaut que lorsqu'un même son laisse le choix entre deux lettres, ou plus, qui le représentent. Rejetons, réplique la saine raison, cette multitude superflue de signes, en ne conservant que celui qui, par l'unicité de sa valeur, mérite notre préférence. »
D'où son idée directrice :
« Si un sonido es representado por dos o más letras, elegir entre estas la que represente aquel sonido solo, i sustituirla en él las otras. »
« Si un son est représenté par deux lettres ou plus, il faut choisir entre ces lettres celle qui représente uniquement ce son, et toujours le noter par cette seule lettre. »

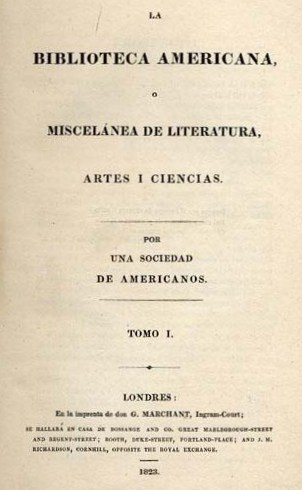
Page de titre de la Biblioteca americana de 1823, où Bello formule sa proposition de réforme.

Fort de ce principe, et dans le but de faciliter aux populations américaines l'apprentissage de l'espagnol, il avance une proposition de réforme qu'il veut graduelle et non brutale, de sorte que la société s'habitue peu à peu à l'usage de graphies en relation univoque avec les sons du castillan. Il envisage donc deux vagues de changements, dont la première se décompose en six points. Tout d'abord, il se penche sur le son [ x] : dans l'orthographe de l'Académie royale espagnole, ce son est noté dans le cas général par j, ou par g devant les voyelles e et i ; la lettre x, vestige de l'orthographe médiévale, est aussi utilisée dans de très rares mots comme México (« Mexique »), prononcé [ˈme.xi.ko]. De ces trois lettres, seul j se prononce [ x] en toutes circonstances (selon sa position, g note aussi le son [g], tandis que x se prononce [ks] dans le cas général) : Bello propose donc de toujours noter [ x] par j, transformant par exemple general (« général ») [ xe.neˈɾal] en jeneral et almoradux (« marjolaine ») [al.mo.ɾaˈdux] en almoraduj.

Le second changement de la première étape concerne la voyelle [i]. Dans l'orthographe académique, elle peut être notée i ou y selon sa position. Or, si y peut aussi noter le phonème palatal [ʝ] selon les cas, i, quant à lui, se prononce toujours [i]. Pour Bello, l'usage du i pour noter [i] doit donc être généralisé : ley (« loi ») [lei̯] devient ainsi lei, et y (« et ») [i] devient i. Le troisième changement concerne la lettre muette h, qui ne note aucun son et que Bello propose de supprimer : hombre (« homme ») [ˈom.bɾe] devient alors ombre, et honor (« honneur ») [oˈnoɾ] devient onor. Le quatrième changement intervient au niveau du [r] roulé, que l'orthographe académique note tantôt par la simple lettre r, tantôt par le digramme rr ; ce dernier se prononce toujours ainsi alors que le r simple peut aussi représenter le [ɾ] battu. Bello choisit donc de toujours noter [r] par rr, changeant par exemple rey (« roi ») [rei̯] en rrei. Le cinquième changement rationalise l'écriture du son [θ], : l'Académie le note z dans le cas général, mais parfois c devant e et i. Sachant que c est également associé, selon sa position, au son [k] alors que z se prononce [θ] partout, Bello appelle à généraliser l'usage de cette dernière lettre pour noter ce son, transformant ainsi ciencia (« science ») [ˈθjen.θja] en zienzia. Enfin, le dernier changement de la première étape concerne le digramme qu : devant e et i, il se prononce [k], et u est alors une lettre muette. La jugeant inutile, Bello appelle à sa suppression, réécrivant donc querer (« vouloir ») [keˈɾeɾ] sous la forme qerer.

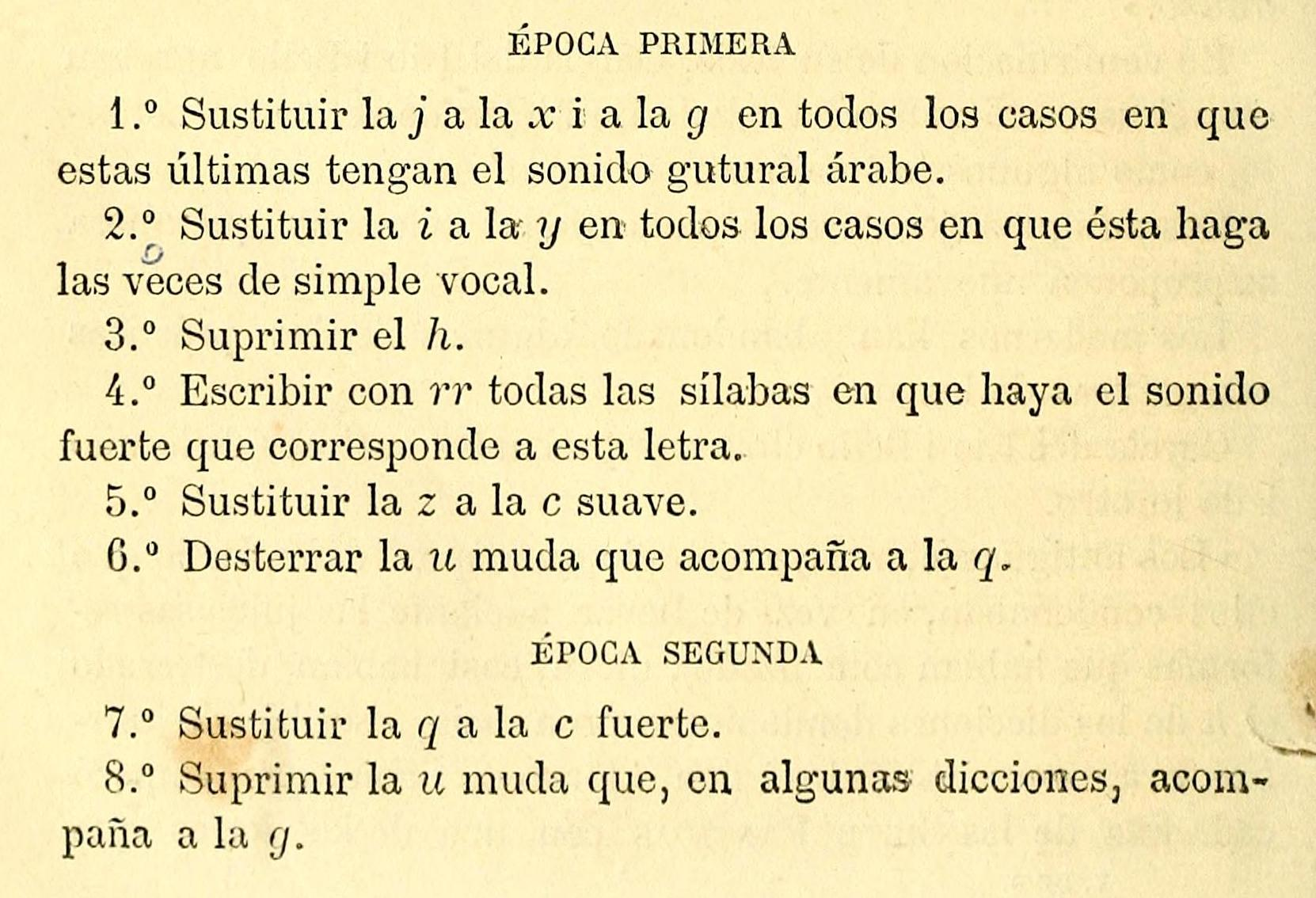
Principes de la réforme orthographique proposée par Andrés Bello en 1823, tels qu'exposés dans sa biographie par Miguel Luis Amunátegui Reyes en 1885.

Une fois ces réformes, qui ne changent rien à la prononciation académique des lettres, admises et assimilées par la population, la seconde étape peut être mise en œuvre à travers deux points. Le premier concerne la notation du son [k], associé dans l'orthographe académique aussi bien à c qu'à k ou au digramme qu, lequel a été précédemment simplifié en q. C peut aussi représenter parfois le son [θ], contrairement à q et k : ce dernier étant généralement cantonné aux mots d'origine étrangère, Bello choisit d'ériger q en notation exclusive de [k], donnant ainsi qama au lieu de cama (« lit ») [ˈka.ma], et qilo au lieu de kilo [ˈki.lo]. Le second point porte sur les syllabes gue [ge] et gui [gi], dont le u muet ne sert plus à rien dans le nouveau système et peut donc être supprimé, donnant ainsi gerra au lieu de guerra (« guerre ») [ˈge.ra].
Plus radicales que celles de la première étape, ces modifications ne vont cependant pas jusqu'à décomposer la lettre x en cs ou qs (ce qui changerait par exemple examen, [ekˈsa.men], en ecsamen ou eqsamen), car Bello hésite quant à la véritable valeur à lui assigner (cs ou gs) et considère qu'il s'agit d'un son en pleine évolution. Il laisse également de côté un certain nombre de processus phonologiques observés dans une grande partie du monde hispanique, qu'il considère comme des défauts de prononciation : il distingue ainsi s et z alors que l'espagnol américain les prononce généralement de la même façon (seseo), maintient la distinction entre b et v alors que les sons associés à ces lettres ne se différencient que dans certaines parties de l'Espagne et chez certaines personnes, et ne tient aucun compte du phénomène de yéisme (assimilation des sons de ll et y) pourtant majoritaire en Amérique. Il admet en revanche la simplification de x, [ks], en s, [s], devant une consonne ; il faut dire cette simplification est alors permise par l'Académie royale espagnole elle-même. Il associe sa réforme orthographique à un remaniement de l'alphabet espagnol, où seraient supprimées les lettres c et h, mais où entreraient ch et rr en tant que lettres à part entière, faisant passer l'alphabet de vingt-sept à vingt-six lettres,.

### Multiplication des normes (1823-1843)

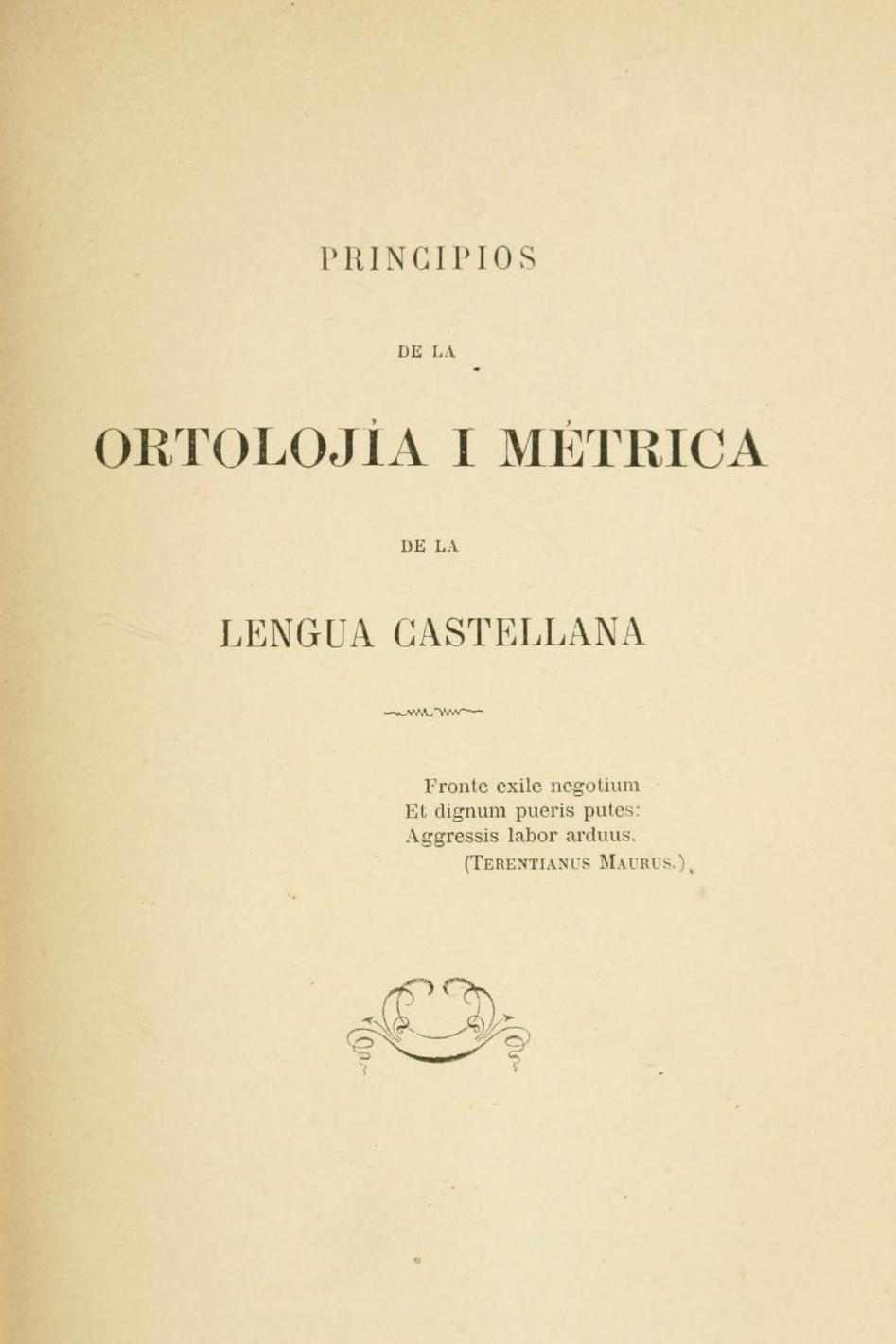
Page de titre des Principios de la ortolojía i métrica de la lengua castellana d'Andrés Bello, 1835.

Cette proposition de réforme ne passe pas inaperçue, et trouve rapidement des adeptes dans les cercles intellectuels hispano-américains, qui en discutent dans la presse et l'adoptent parfois sous des formes plus ou moins partielles. Bello et García del Río eux-mêmes, dans leur revue La Biblioteca Americana, appliquent une version atténuée de la réforme : la lettre j remplace g dans les syllabes ge et gi (donnant injeniero au lieu de ingeniero, urjente au lieu de urgente…), la lettre y est remplacée par i lorsqu'elle représente la voyelle [i] (rei au lieu de rey, mui au lieu de muy…), et la lettre x est remplacée par s devant une consonne (escusar au lieu de excusar, espresivo au lieu de expresivo…). L'année suivante, le périodique mexicain El Sol publie une réponse à Bello où il met en œuvre certaines de ses propositions. Bello publie de nouveau son article en 1826, avec quelques variations, dans sa nouvelle revue El Repertorio Americano (« Le Répertoire américain »), successeur de La Biblioteca Americana (dont il applique toujours l'orthographe légèrement modifiée), et réaffirme ses idées dans un nouvel article en 1827. Si celles-ci ne sont pas toutes suivies, l'idée de noter [ x] par j plutôt que g et [i] par i plutôt que y se répand chez d'autres auteurs hispaniques exilés à Londres, et par la suite à une grande partie de l'Amérique. Bello quitte la capitale britannique en 1829 pour le Chili, où il continue de défendre son plan de réformes dans ses Principios de ortolojía i métrica (« Principes d'orthologie et de métrique »), publiés en 1835.
Deux ans plus tard, en 1837, l'Académie royale espagnole fait un pas en avant dans la huitième édition de son dictionnaire, où la lettre g prononcée [ x] est remplacée, dans tous les mots où l'étymologie ne l'impose pas explicitement, par j, changeant par exemple muger (« femme ») en mujer et extrangero (« étranger ») en extranjero. Se déclarant en principe favorable à la généralisation de ce remplacement pour toutes les occurrences du son [ x], comme le propose Bello, elle préfère toutefois attendre quelques années pour observer les évolutions de l'usage. Ce dernier est en pleine mutation en Amérique du Sud, et notamment au Chili où le chanoine Francisco Puente prône lui aussi, dans un opuscule de 1835, le remplacement de ge et gi par je et ji, celui de ce et ci par ze et zi, ainsi que celui de x par cs. Dans le bouillonnement orthographique qui règle alors, les préconisations des uns et des autres sont diversement suivies, et chaque auteur orthographie ses mots comme bon lui semble. C'est dans ce contexte que le mouvement réformiste trouve un nouvel élan avec les propositions radicales de l'écrivain argentin Domingo Faustino Sarmiento.

### Propositions de Domingo Sarmiento (1843)

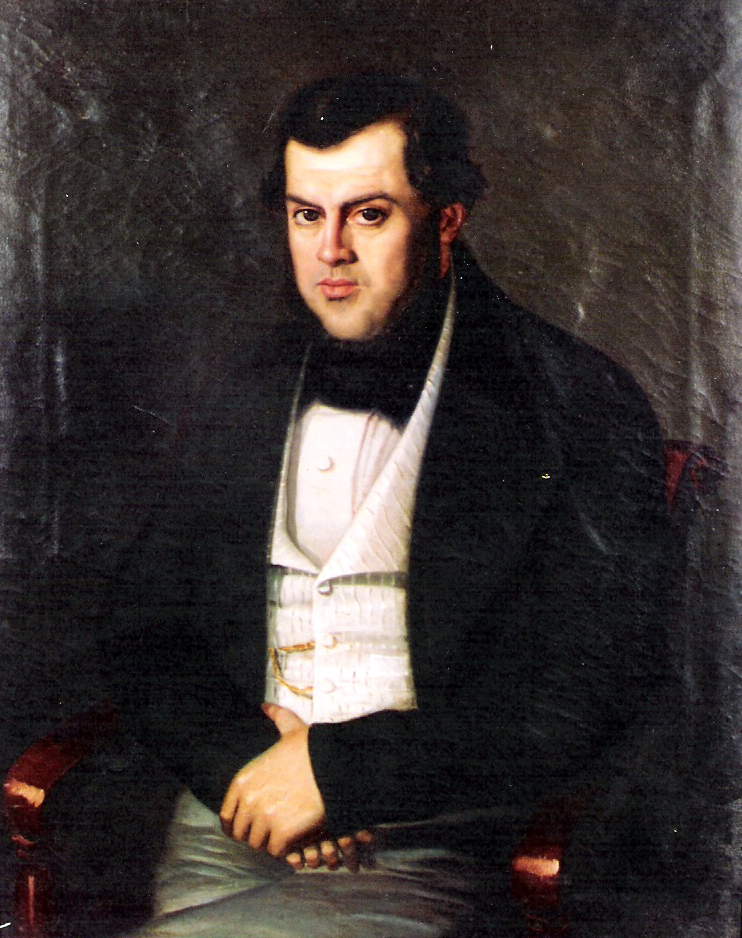
Domingo Faustino Sarmiento en 1845.

Fuyant la dictature de Rosas, Sarmiento arrive début 1841 dans la capitale chilienne Santiago. Alors peu connu, l'écrivain de trente ans se fait rapidement remarquer du monde intellectuel local par ses interventions controversées, où il défend des positions fortement anti-espagnoles et appelle à rompre définitivement avec les idées littéraires, linguistiques et orthographiques héritées de l'ancienne puissance coloniale pour faire émerger une nouvelle langue hispano-américaine, distincte de celle de l'Espagne. En 1842, il s'oppose ainsi aux disciples de Bello — devenu entre-temps, par son travail éducatif, une figure majeure de la vie culturelle chilienne et un maître à penser pour les jeunes auteurs du pays — au cours de deux violentes polémiques, la première sur des questions linguistiques, la seconde sur des questions littéraires. Dans le même temps, son activité intellectuelle remarquée conduit Manuel Montt, ministre de l'instruction publique du président Bulnes, à le nommer directeur de la toute nouvelle École normale le 20 janvier 1842,. Le jeune auteur est chargé de produire un rapport sur les différentes manières dont on enseigne la lecture au Chili, et d'en tirer une méthode simple et efficace pour apprendre à lire aux enfants : il est ainsi amené à s'intéresser au problème de l'orthographe, dont la multiplicité d'usages et l'écart que ces usages peuvent présenter avec la prononciation constituent selon lui autant d'obstacles à l'enseignement,.
S'inspirant des travaux de ses prédécesseurs phonétistes, et notamment des propositions formulées par Bello en 1823, il commence donc à élaborer un projet de réforme orthographique visant à reproduire le plus fidèlement possible à l'écrit la prononciation des mots. Les polémiques contre Bello et ses partisans s'étant apaisées, ce dernier, avec qui il échange régulièrement et qui l'encourage dans sa tâche, œuvre en parallèle à la création de l'université du Chili, qu'il inaugure solennellement le 17 septembre 1843 en tant que recteur et membre de la Faculté de philosophie et d'humanités, ainsi que de celle de droit et de sciences. Un mois plus tard, le 17 octobre, Sarmiento présente devant cette même Faculté de philosophie et d'humanités, en présence de Bello, son Memoria sobre ortografía castellana (« Mémoire sur l'orthographe castillane »), où il développe dans un premier temps des considérations sur l'origine du décalage observé dans de nombreuses langues entre l'écriture et la prononciation — phénomène qu'il attribue à l'influence de quelques auteurs initialement rares, et donc érigés en modèles, dont l'orthographe a été ensuite perpétuée et figée par les nombreux écrivains ultérieurs alors que la prononciation évoluait —, puis sur les raisons pour lesquelles l'orthographe espagnole est toujours restée relativement phonétique par rapport à celle de langues comme l'anglais ou le français : il explique cette particularité par un passé littéraire ibérique moins vénérable (« en trois siècles, il n'y a pas eu en Espagne un seul homme qui pense »), d'où une absence de référence orthographique à suivre pour les auteurs postérieurs, :
« La España, en fuerza de su barbarie pasada, ha podido presentar la ortografía más aproximativamente perfecta, al mismo tiempo que la Francia y la Inglaterra, por su mucha cultura, tienen la ortografía más bárbara y más absurda. »
« L'Espagne, en vertu de sa barbarie passée, a pu présenter l'orthographe la plus proche de la perfection, tandis que la France et l'Angleterre, du fait de leur grande culture, ont l'orthographe la plus barbare et la plus absurde. »
L'orthographe espagnole reste malgré tout entachée d'irrégularités, conséquence logique, selon Sarmiento, de la volonté académique de concilier trois principes qu'il considère comme incompatibles, à savoir l'usage établi, l'origine et la prononciation, « trinité tyrannique ayant rabaissé au rang d'ignorants tous ceux qui ne se sont pas soumis à ses caprices ». Arguant que l'Académie royale espagnole semble traverser une période d'inactivité et n'a que peu de prestige intellectuel (ses membres ne sont pas écrivains et sont inconnus du monde littéraire hispanique), il déclare que le rôle de remédier à l'incohérence orthographique castillane et de la réformer selon des principes phonétistes revient à la toute nouvelle Faculté d'humanités et de philosophie, qui a l'autorité nécessaire pour appliquer de nouvelles règles dans les livres destinés à l'instruction publique. Pour élaborer ces nouvelles règles, il reprend en grande partie les simplifications imaginées par Bello dans son article de 1823, mais critique la tendance de celui-ci à considérer les évolutions phonétiques propres à l'Amérique hispanique comme des défauts de prononciation, là où lui défend au contraire une prise en compte de ces évolutions pour écrire l'espagnol américain tel qu'il se parle ; il déplore également le fait que son aîné et son comparse García del Río n'aient pas eux-mêmes appliqué leur réforme dans leurs publications :
« ¿Por qué apostatar en estas obras de la práctica de la ortografía que proponían a toda la América y pasarse al bando de la rutina irracional de la ortografía dominante? Si Bello y García del Río, cuyos escritos son conocidos en todo el continente, hubiesen conservado una ortografía peculiar a ellos, las razones luminosas en que se apoyaban habrían tenido, para triunfar de las resistencias, la palanca de dos nombres respetados en cuanto a idioma entre nosotros. »
« Pourquoi se détourner, dans ces œuvres, de la pratique orthographique qu'ils proposaient à toute l'Amérique, et passer dans le camp des habitudes irrationnelles de l'orthographe dominante ? Si Bello et García del Río, dont les écrits sont connus dans tout le continent, avaient gardé une orthographe qui leur fût propre, les lumineuses raisons qu'ils invoquaient auraient joui, pour triompher des résistances, du prestige de deux noms respectés de nous tous en matière de langue. »
La proposition de réforme du chanoine Puente, plus osée que celle de Bello, a également à ses yeux le défaut de ne pas refléter les particularités de la prononciation américaine de l'espagnol, que lui entend retranscrire parfaitement par une nouvelle orthographe « dans laquelle chaque son ait sa lettre, facile, précise, ». Dès lors, là où que Bello maintenait le z associé au son [θ], propre à l'Espagne et absent de la prononciation américaine (phénomène de seseo), Sarmiento prône donc son élimination totale — ainsi que celle des c de ce et ci — au profit de s, (ciencia, « science », prononcé [ˈθjen.θja] sans seseo en Espagne mais [ˈsjen.sja] avec seseo en Amérique, devient siensia). De même, la distinction entre b et v, maintenue par Bello, apparaît irrationnelle à l'Argentin, pour qui ces deux lettres notent le même son [b] non seulement en Amérique, mais aussi en Espagne ; en conséquence de quoi v devrait être éliminé,. Il décompose également x en cs, remplace partout y par i sauf dans ya, ye, yi, yo et yu, et supprime la lettre h. En revanche, il préconise de maintenir encore quelque temps que, qui, gue et gui « pour ne pas offenser les yeux éplorés des lettrés espagnols et des routiniers », bien qu'il se dise personnellement favorable à leur simplification en qe, qi, ge et gi ; d'autre part, il conserve la distinction entre ll et y, qui, même si elle a été perdue par de nombreux hispano-américains (yéisme), est encore présente chez de nombreux locuteurs. Quant au problème du rr roulé et du r battu, il est laissé ouvert par l'Argentin, qui préfère dans l'immédiat ne pas bousculer l'usage établi, tout en n'écartant pas la possibilité d'une réforme ultérieure sur ce point.

### Campagne de presse de Sarmiento (1843-1844)
La présentation de Sarmiento plonge Andrés Bello dans un certain embarras : le fervent sécessionnisme anti-espagnol du jeune auteur, ses violentes critiques de l'Académie royale espagnole et sa farouche volonté de réformer au plus vite l'orthographe pour l'adapter à l'espagnol d'Amérique sont difficilement compatibles avec l'idéal d'unité panhispanique de la langue défendu par son aîné, sa valorisation des travaux de l'Académie et sa préférence pour une discussion sereine et progressive sur le problème complexe qu'est la question de l'orthographe. En tant que recteur de la Faculté de philosophie et d'humanités, il doit cependant prendre une décision : il opte donc pour la constitution d'une commission chargée d'étudier le Mémoire de l'Argentin et de le porter à la connaissance de tous les membres de l'institution,, et ce malgré les objections du secrétaire de celle-ci, qui voit Bello comme la personne la plus naturellement qualifiée pour effectuer ce travail — celui-ci décline, estimant que Sarmiento ne donnera peut-être pas son accord. Composée de l'écrivain José Victorino Lastarria, du journaliste et député Antonio García Reyes, de l'homme politique Ventura Blanco Encalada et de l'auteur Carlos Bello, fils d'Andrés Bello, la commission ne se chargera finalement pas de la publication du texte, que Sarmiento préfère faire paraître de son propre côté afin d'amener le débat dans la sphère publique : assorti d'un fougueux « Prologue aux Américains », il provoque une controverse qui fait rage durant plusieurs mois et oppose par voie de presse les partisans de la scission avec l'espagnol d'Espagne et ceux de la préservation de l'unité et de la stabilité de la langue.

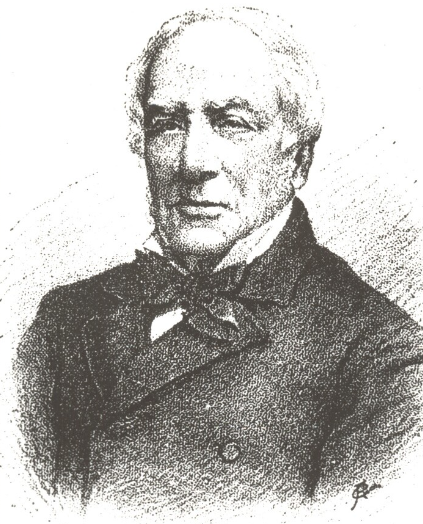
Rafael Minvielle, écrivain d'origine espagnole et l'un des principaux contradicteurs de Sarmiento.

Ces derniers sont notamment représentés par l'Espagnol Rafael Minvielle, dont les critiques émises le 20 octobre 1843 dans le journal El Progreso conduisent Sarmiento à publier sept billets successifs entre le 24 et le 31 octobre pour défendre ses positions, et les rédacteurs du Mercurio, qui poursuivent le débat durant les mois suivants. Ils accusent le jeune auteur de favoriser par ses propositions la fragmentation de la langue espagnole en de multiples dialectes et son adultération — préoccupations fort éloignées de l'intéressé, qui rétorque qu'un changement d'orthographe n'aura aucune répercussion sur la formation de dialectes, processus distinct et non corrélé prenant naissance dans des conditions particulières qui, si elles sont réunies, conduiront la langue à évoluer naturellement sans que personne puisse l'arrêter :
« Dejemos al idioma seguir su misteriosa marcha; irá donde va, sin que valgan todos nuestros esfuerzos para hacerle cambiar de dirección, y en lugar de ocuparnos del porvenir, de dialectos, de la universalidad de los que hablan español, ni de unidad de escritura, ocupémonos de nuestros intereses presentes, de la fácil enseñanza de la juventud, de Chile primero, y después, si se quiere, de la América; y si aun se extienden a más las miras, todos los que hablan el idioma. »
« Laissons la langue suivre sa mystérieuse marche ; elle ira vers sa destination, malgré tous nos efforts pour la faire changer de direction, et au lieu de nous occuper de l'avenir, de dialectes, de l'universalité des hispanophones ou de l'unité de l'écriture, occupons-nous plutôt de nos intérêts présents, de l'instruction facile de la jeunesse, du Chili d'abord, et ensuite, si l'on veut, de l'Amérique ; et, si alors on vise encore plus haut, de tous ceux qui parlent la langue. »
Le débat lui donne également l'occasion de se lamenter sur l'inféodation persistante du monde culturel américain à l'Espagne :
« [En América], estamos dispuestos a mirar como castizo, puro, propio, todo lo que en España es reputado como tal; mientras que los hechos generales que aparecen entre nosotros los llamamos vicios, y ni aun les hacemos el honor de estudiarlos. »
« [En Amérique], on est porté à considérer comme châtié, pur, propre, tout ce qui est réputé tel en Espagne ; tandis que les phénomènes généraux qui émergent chez nous, on les nomme vices, et on ne leur fait même pas l'honneur de les étudier. »

Il réitère ainsi une position qu'il a déjà développée dans son Mémoire, à savoir que la prise de distance orthographique avec l'Espagne doit s'accompagner d'une prise de distance littéraire et linguistique : 
« Lejos de ir a estudiar el idioma español en la Península, lo hemos de estudiar en nosotros mismos, y lo que primero aparecerá como un vicio incorregible en la pronunciación de los americanos, será más tarde reconocido como una peculiaridad nacional americana. Lejos de estar empeñándose inútilmente en volver a ser españoles, los escritores al fin pensarán, en ser nacionales, en ser americanos. »
« Loin d'aller étudier la langue espagnole dans la Péninsule, nous devons l'étudier en nous-mêmes, et ce qui apparaîtra de prime abord comme un vice incorrigible dans la prononciation des Américains, sera plus tard reconnu comme une particularité nationale américaine. Loin de s'obstiner inutilement à redevenir espagnols, les écrivains se préoccuperont enfin d'être nationaux, d'être américains. »
C'est pourtant de l'ancienne puissance coloniale que va venir un soutien inattendu : le 21 avril 1843, l'Académie littéraire et scientifique de professeurs d'instruction primaire de Madrid (Academia Literaria i Científica de Profesores de Instrucción Primaria de Madrid), une association d'instituteurs de la capitale espagnole, se prononce en faveur d'une réforme orthographique fondée sur la prononciation, et adopte des simplifications telles que la suppression du h, la transformation de v en b, celle de qu en c (que [ke] devient ce, requisito [re.ki.ˈsi.to] devient recisito) et celle de gue, gui en ge, gi. Son nouveau système est adopté dans ses publications et activement promu, des distinctions honorifiques étant même décernées à ceux qui l'utilisent. Sarmiento y voit la confirmation de ses idées et, bien que l'association soit d'importance relativement anecdotique, la cite par la suite en exemple (en la renommant « l'Académie », et même « l'Académie espagnole ») prouvant que ses idées phonétistes sont partagées, allant jusqu'à s'exclamer : « Vive l'Espagne moderne ! Je me réconcilie avec elle ».

### Verdict de la Faculté de philosophie et d'humanités (1844)
Le débat prend malgré tout un tour désavantageux pour l'Argentin : en janvier 1844, la commission de la Faculté de philosophie et d'humanités rejette la réforme telle qu'elle est présentée dans le Mémoire. Dans le rapport qu'elle rend public à cette occasion, elle estime que l'idée d'écrire comme on prononce engendrerait autant d'orthographes qu'il y a d'hispanophones, le principe directeur de Sarmiento — refléter la prononciation américaine — se heurtant à la grande diversité de prononciations qui coexistent sur le continent américain. La commission préconise donc de garder pour seul critère orthographique l'usage établi, faisant de l'orthographe le reflet des évolutions de ce dernier :
« La Facultad cree que la reforma de la ortografía debe hacerse por mejoras sucesivas. Esta ha sido la marcha que ha llevado especialmente en el presente siglo, marcha prudente, que no violenta el curso de las cosas humanas, que concilia todos los intereses y que sin causar controversias estrepitosas, ha ido insensiblemente operando el convencimiento general hasta permitirnos usa en el día una ortografía depurada de muchos de los defectos que dominaban el siglo anterior. »
« La Faculté estime que la réforme de l'orthographe doit se faire par améliorations successives. Telle a été la démarche qui a prévalu particulièrement au cours de ce siècle, démarche prudente, qui ne malmène pas le cours des choses humaines, qui concilie tous les intérêts et qui, sans lancer de polémiques tapageuses, a fait consensus sans qu'on s'en aperçoive jusqu'à nous amener à utiliser aujourd'hui une orthographe purgée de nombre de défauts qui dominaient le siècle dernier. »
Face à cette déconvenue, Sarmiento poursuit ses offensives dans la presse. Il souligne que l'usage établi au Chili n'est plus celui de l'Espagne (on y remplace d'ores et déjà ge, gi par je, ji et le y vocalique par i, tandis que le rr est traité comme une unique lettre), que son idée n'est pas de refléter dans l'orthographe la prononciation individuelle ou régionale, mais la prononciation nationale, « celle qui s'observe dans la partie cultivée d'une société », et mieux encore, la prononciation générale américaine, et que la rupture avec l'Espagne doit maintenant être consommée dans le domaine orthographique. Finalement, la Faculté de philosophie et d'humanités se prononce le 25 avril 1844 en faveur d'une réforme orthographique, mais uniquement dictée par les transformations que l'usage est en train d'imposer, même si, en réalité, elle va même légèrement plus loin :
« Acuerdos de la Facultad de Filosofía y Humanidades sobre ortografía.
1. Se suprime la h en todos los casos en que no suena.
2. En las interjecciones se usará de la h para representar la prolongación del sonido esclamado.
3. Se suprime la u muda en las silabas que, qui.
4. La y es consonante i no debe aparecer jamás haciendo el oficio de vocal.
5. Las letras r, rr, son dos caracteres distintos del alfabeto que representan también dos distintos sonidos.
6. El sonido rre en medio de dicción se espresará siempre duplicando el signo r; pero esta duplicación no es necesaria a principio de dicción.
7. La letra rr no debe dividirse cuando haya que separar las sílabas de una palabra entre dos renglones.
8. La Facultad aplaude la práctica jeneralizada en Chile de escribir con j las silabas je, ji que en otros países se espresa con g.
9. Toda consonante debe unirse en la silabación a la vocal que la sigue inmediatamente.
10. Los nombres propios de países, personas, dignidades i empleados estranjeros que no se han acomodado a las inflecciones del castellano, deben escribirse con las letras de su orijen.
11. Las letras del alfabeto y sus nombres serán: vocales, a, e, i, o, u; consonantes, b, be; c, qe; d, de; f, fe; g, gue; ch, che; ; j, je; l, le; ll, lle; m, me; n, ne; ñ, ñe; p, pe; q, qe; r, re; rr, rre; s, se; t, te; v, ve; x, xe (cse) ; y, ye; z, ze. »

« Accords de la Faculté de philosophie et d'humanités sur l'orthographe.
1. La lettre h est supprimée lorsqu'elle ne note aucun son.
2. Dans les interjections, on utilisera h pour représenter l'allongement du son exclamé.
3. Le u muet des syllabes que, qui est supprimé.
4. La lettre y est une consonne et ne doit jamais faire office de voyelle.
5. Les lettres r et rr sont deux caractères distincts de l'alphabet qui représentent également deux sons distincts.
6. Le son rre en milieu de mot s'écrira toujours en doublant le signe r ; mais cette duplication n'est pas nécessaire à l'initiale.
7. La lettre rr ne doit pas être divisée quand il s'agit de séparer les syllabes d'un mot par des tirets.
8. La Faculté applaudit la pratique généralisée au Chili d'écrire avec j les syllabes je et ji, qui se notent dans d'autres pays avec g.
9. Toute consonne doit s'unir dans la syllabisation à la voyelle qui la suit immédiatement.
10. Les noms propres de pays, personnes, dignités et emplois étrangers non accommodés aux inflexions du castillan, doivent s'écrire avec leurs lettres d'origine.
11. Les lettres de l'alphabet et leurs noms sont : voyelles a, e, i, o, u ; consonnes b, be ; c, qe ; d, de ; f, fe ; g, gue ; ch, che ; j, je ; l, le ; ll, lle ; m, me ; n, ne ; ñ, ñe ; p, pe ; q, qe ; r, re ; rr, rre ; s, se ; t, te ; v, ve ; x, xe (cse) ; y, ye ; z, ze. »

Si les principes de Sarmiento ne sont donc pas adoptés — l'orthographe n'est pas ajustée aux particularités dialectales américaines, mais à la prononciation espagnole générale, dans un objectif manifeste d'unité hispanique —, le système de la Faculté s'éloigne tout de même considérablement de l'orthographe de l'Académie royale espagnole. Sans que cela ne soit explicite, ce sont en réalité les idées de Bello qui ont été retenues, à peu de chose près : paradoxalement, ce sont donc les opinions polémiques de l'Argentin qui auront permis le triomphe des propositions plus modérées de son aîné.

## Promulgation, diffusion et déclin de la réforme (1844-1927)

### Adoption officielle et succès éphémère (1844-1847)

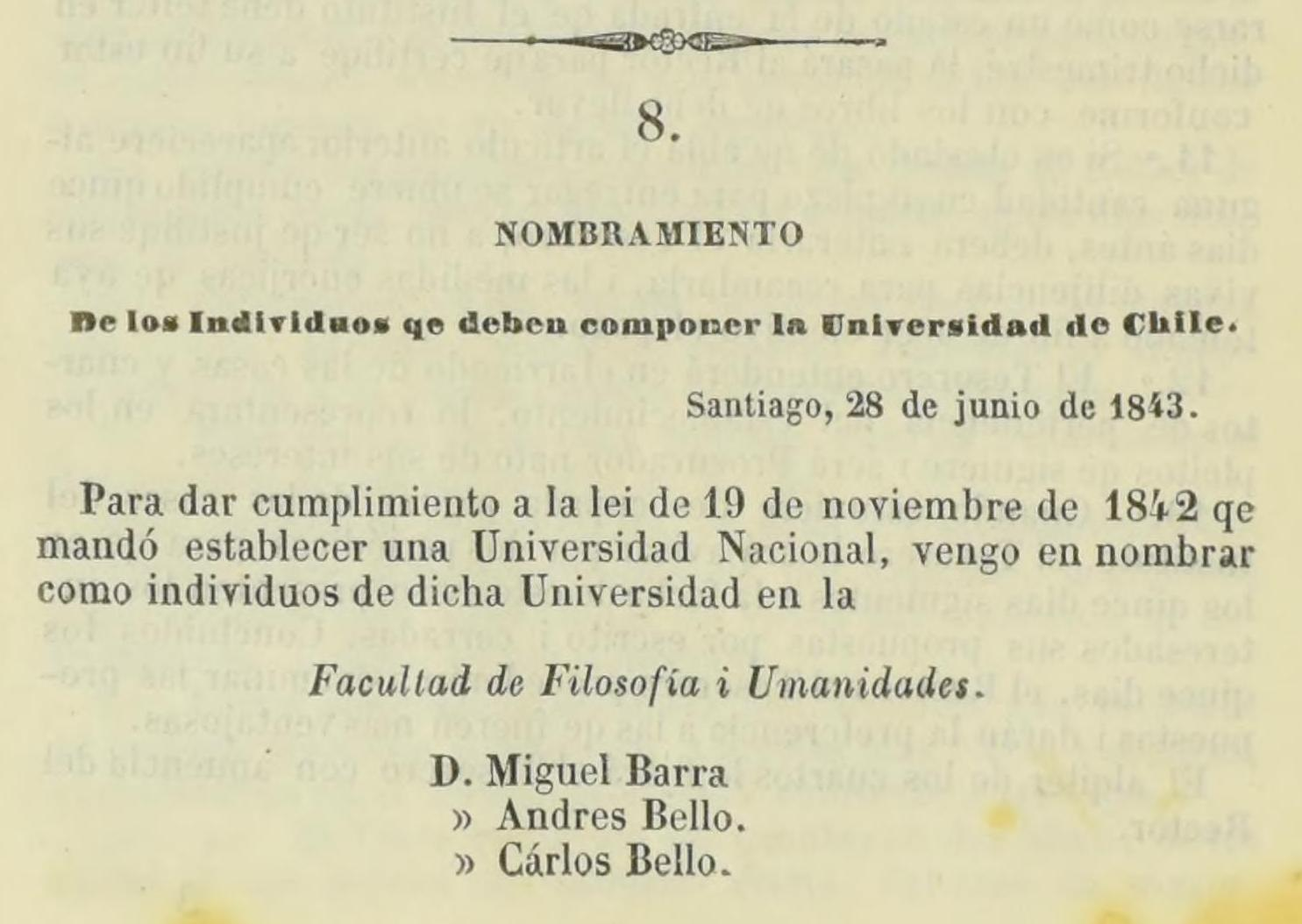
Extrait d'un acte de nomination de membres de l'université du Chili (1843, issu d'un volume de 1846). La réforme de 1844 est appliquée, d'où des graphies telles que,, et au lieu de que, ley, y et humanidades.

Après l'approbation de la nouvelle orthographe par la Faculté, le gouvernement chilien l'adopte comme orthographe nationale : elle entre en vigueur dans les écoles, les collèges, les établissements d'enseignement supérieur et les manuels d'instruction, dont le Manual de Istoria de Chile (« Manuel d'histoire du Chili ») de Vicente Fidel López. Plusieurs journaux (El Araucano, El Progreso) l'adoptent, d'autres, comme le Mercurio, hésitent, et les périodiques d'opposition (El Siglo) la rejettent en bloc. Pour convaincre les récalcitrants, Bello sort de sa réserve en mai 1844 pour défendre le projet dans les colonnes de l'Araucano, réaffirmant l'utilité des innovations phonétistes et le non-sens que constitue le recours à l'étymologie pour déterminer l'orthographe des mots, et fustigeant les « esprits routiniers » qui s'opposent à des nouveautés qu'il estime aller de soi. Malgré ces résistances, la réforme connaît un certain succès au Chili durant les trois années qui suivent, et a des répercussions dans l'ensemble du monde hispanique : elle est commentée à Lima, à Tucumán, à Bogota, au Vénézuéla ou encore à La Havane, où le pouvoir colonial espagnol arrête plusieurs personnes pour reproduction illégale d'un article vénézuélien faisant l'éloge de la nouvelle orthographe.

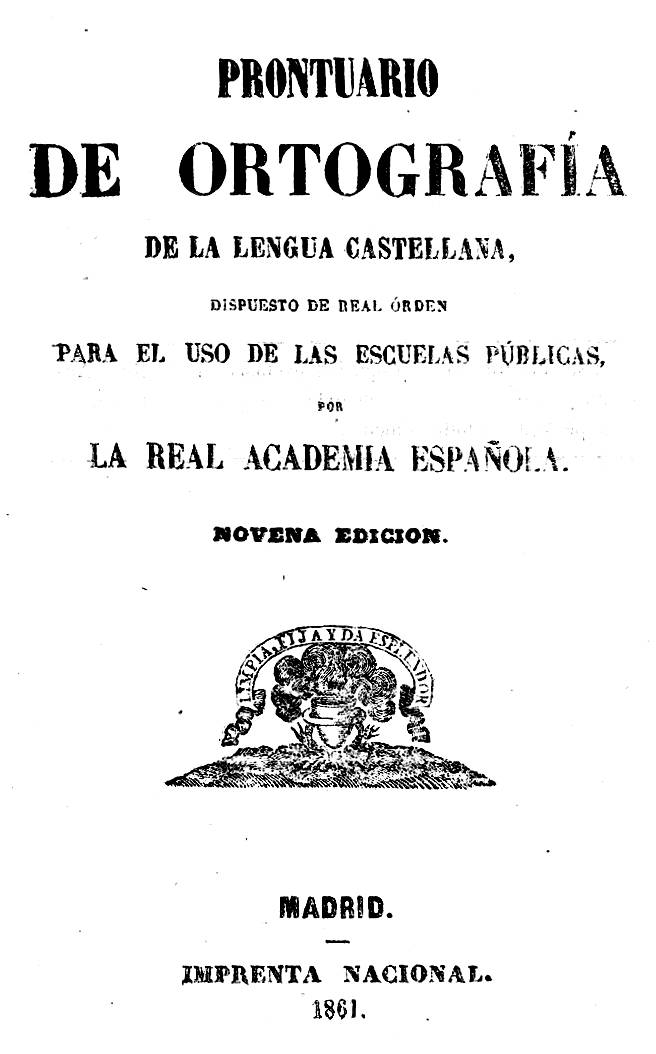
Neuvième édition du Prontuario de ortografía de la lengua castellana, 1861.

Car à l'opposé, en Espagne, l'élan réformiste déjà donné par l'Académie littéraire et scientifique de professeurs d'instruction primaire de Madrid, qui s'était prononcée en 1843 en faveur d'un certain nombre d'innovations phonétistes et avait commencé à les appliquer, est brisé net lorsque la reine Isabelle II, saisie par le Conseil d'instruction publique espagnol, signe le 25 avril 1844 un décret imposant l'orthographe de l'Académie royale espagnole dans l'enseignement, ce qui se traduit dans la foulée par la codification de cette orthographe désormais officielle dans un Prontuario de ortografía de la lengua castellana, dispuesto de Real Orden para el uso de las escuelas públicas por la Real Academia Española con arreglo al sistema adoptado en la novena edición de su Diccionario (« Manuel d'orthographe de la langue castillane, constitué par décret royal à l'usage des écoles publiques par l'Académie royale espagnole en conformité avec le système adopté dans la neuvième édition de son Dictionnaire »). Cette décision fait passer l'Académie royale espagnole du statut de simple organe de recommandation à celui d'instance normalisatrice officielle, ce qui a pour effet de figer brutalement les réformes qu'elle menait peu à peu pour rationaliser l'orthographe et dont l'Académie estimera plus tard qu'elles auraient pu conduire, sans cette interruption en milieu de processus, à un rapprochement avec les idées de Bello et les principes de l'orthographe chilienne.
Dans un premier temps, ceci ne gêne toutefois pas particulièrement un réformiste tel que Sarmiento, qui écrit à ses détracteurs espagnols craignant de voir l'émergence de deux systèmes orthographiques différents des deux côtés de l'Atlantique distendre les liens entre l'Espagne et ses anciennes colonies :
« Éste no es un grave inconveniente… Como allá [en América] no leemos libros españoles; como Uds no tienen autores, ni escritores, ni sabios, ni economistas, ni políticos, ni historiadores, ni cosa que lo valga; como Uds aquí y nosotros allá traducimos, nos es absolutamente indiferente que Uds escriban de un modo lo traducido y nosotros de otro. »
« Cela n'est pas bien grave… Comme là-bas [en Amérique], nous ne lisons pas de livres espagnols ; comme vous n'avez ni auteurs, ni écrivains, ni savants, ni économistes, ni politiques, ni historiens, ni quoi que ce soit qui en tienne lieu ; comme vous et nous traduisons depuis d'autres langues, peu nous importe que vos traductions ne soient pas écrites comme les nôtres. »
L'Argentin fait référence au mouvement massif de traduction dans lequel le Chili s'est engagé pour assurer l'instruction de sa population, les écoles étant jusqu'ici peu pourvues en manuels. Les auteurs du pays traduisent donc de nombreux ouvrages étrangers à raison de trois ou quatre par an, que complètent des publications originales comme les travaux grammaticaux de Bello ou les traités didactiques de Sarmiento, ce qui contribue de fait à répandre la nouvelle orthographe. Mais le succès est de courte durée, et à partir de 1847, la réforme commence à péricliter, victime de trop nombreuses résistances au sein de la société dans un contexte de rapprochement diplomatique entre le Chili et l'Espagne,. Au fil des changements de rédaction, les journaux l'abandonnent les uns après les autres, y compris le Progreso, longtemps porte-parole de Sarmiento, et le périodique officiel El Araucano, où l'orthographe académique se met à alterner avec l'orthographe réformée. Le gouvernement, qui ne s'est pas résolu à l'imposer dans les commerces publics, commence également à alterner entre les deux systèmes ; la réforme est par ailleurs combattue par certains proviseurs, des juges refusent d'examiner les documents qui l'utilisent, et dans les écrits de l'université du Chili elle-même réapparaissent dès 1845 les h muets et les u après q.

### Concurrence de normes en Amérique hispanique (1847-1892)

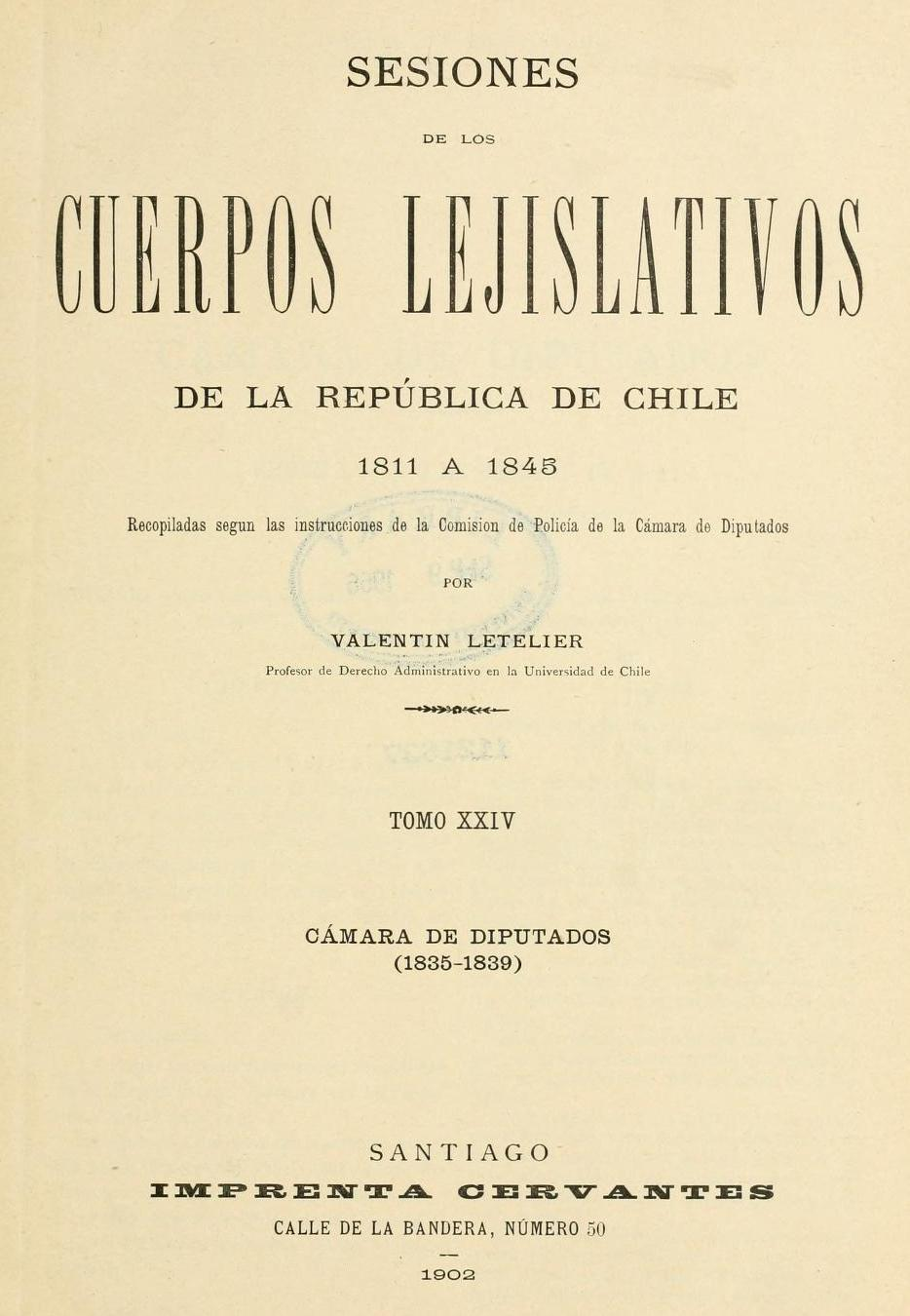
Sesiones de los cuerpos lejislativos de la república de Chile, 1902.

Le pays entre donc dans une période connue sous le nom de « chaos orthographique » (caos ortográfico) où cohabitent plusieurs normes orthographiques et où chacun se plie à celle qui lui convient le mieux. De l'orthographe réformée promulguée par la Faculté d'humanités en 1844 ne subsistent alors que deux traits marquants, à savoir l'usage de j à la place de g pour noter le son [ x] et l'usage de i à la place du y vocalique [i]. À ces deux caractéristiques, formant l'orthographe dite de Bello (ortografía de Bello) car c'est celle que celui-ci emploiera désormais jusqu'à sa mort en 1865, est plus tard ajoutée une troisième innovation : le remplacement de x par s devant une consonne,, formant l'orthographe dite chilienne (ortografía chilena), ; ces quelques traits sont résumés par Miguel Luis Amunátegui Reyes dans la phrase soi jeneral estranjero (« je suis un général étranger »),. Si le reste de la réforme sombre dans l'oubli, les deux particularités de l'orthographe de Bello (usage régulier de j et i), introduites dans l'article londonien de 1823, connaissent en revanche une diffusion massive au-delà des frontières du Chili, puisqu'elles s'implantent en Colombie, en Équateur et au Nicaragua (trois pays où elles sont même adoptées officiellement pendant un temps), ainsi qu'au Vénézuéla, de façon sporadique, et dans les régions andines de l'Argentine, où Sarmiento, revenu par la suite au pays pour embrasser une carrière politique qui le conduit jusqu'à la présidence, ne réussit toutefois pas à la généraliser,.
Le reste de la réforme est peu à peu abandonné : si Bello défend encore le projet de la Faculté en janvier 1849, il ne peut qu'en constater l'échec en avril 1851, lorsque l'université du Chili renonce à la promouvoir et conduit le recteur à déclarer au ministère de l'Instruction publique :
« La corporación no ha tenido por conveniente insistir en esa ortografía desde que la ha visto completamente abandonada en impresos y manuscritos. Parece, pues, consiguiente el abandono que de ella debe hacerse igualmente en las escuelas primarias, para obviar los inconvenientes de una enseñanza inútil y de la falta de uniformidad. »
« Le Conseil universitaire n'a pas jugé bon d'insister sur cette orthographe, l'ayant vue complètement abandonnée dans les imprimés et les manuscrits. Il semble donc pertinent de l'abandonner aussi dans les écoles primaires, pour éviter les inconvénients d'un enseignement inutile et du manque d'uniformité. »

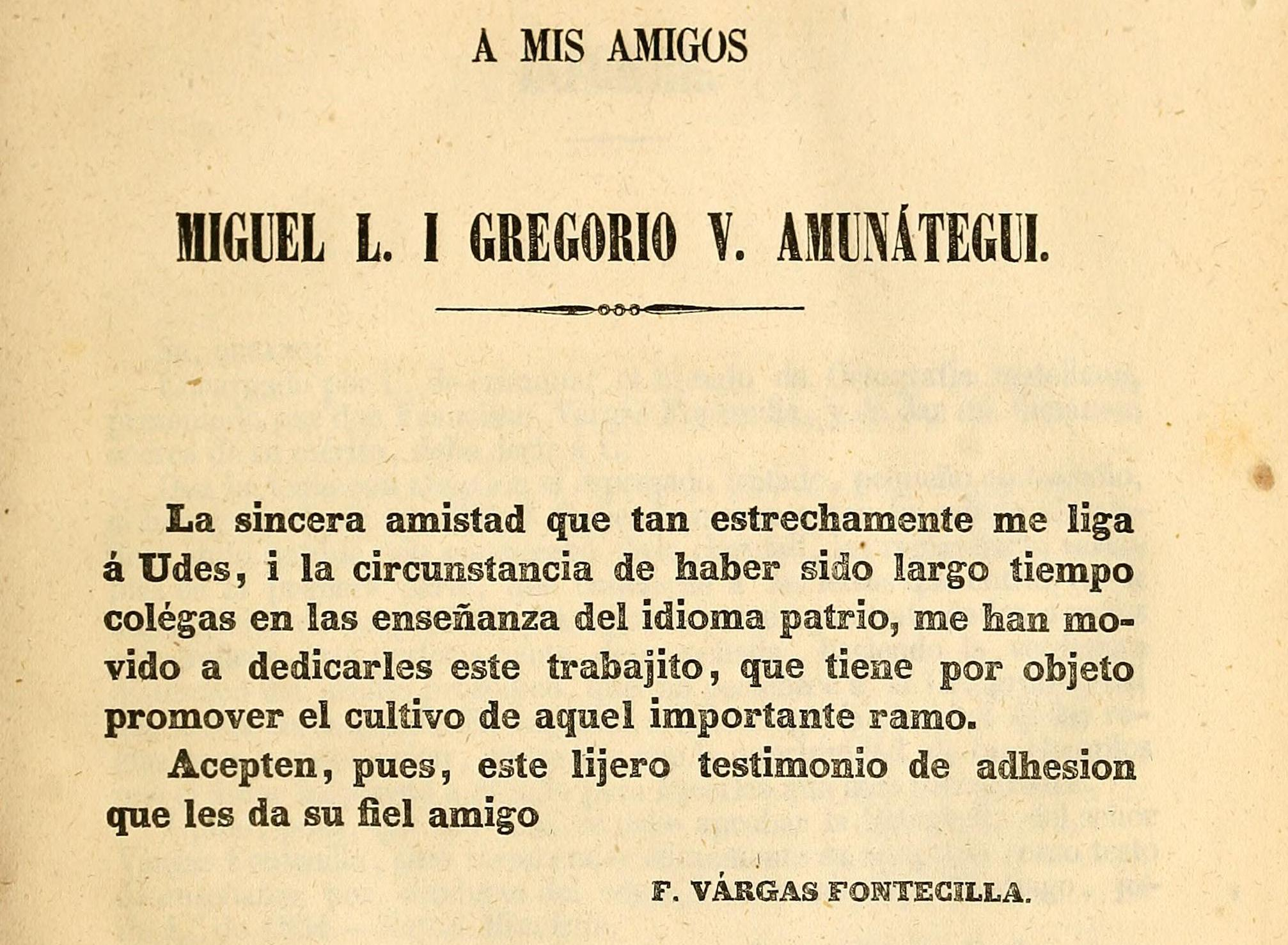
Dédicace de Francisco Vargas Fontecilla aux frères Amunátegui, au début de ses Lecciones de ortografía castellana (1857). Certains traits de la réforme (j, i) ont persisté, d'autres (h, q) ont disparu.

Et de fait, le manuel d'enseignement orthographique préconisé par la Faculté en 1854, les Lecciones de ortografía castellana de Francisco Vargas Fontecilla, ne retient que les deux traits survivants de l'orthographe de Bello (j et i) et se conforme à l'orthographe de l'Académie royale espagnole sur tous les autres points. Cette dernière gagne alors de plus en plus de terrain en Amérique, après s'être imposée dans toute l'Espagne en vertu du décret royal de 1844 : tout ouvrage en castillan imprimé dans la Péninsule ou dans les imprimeries hispaniques européennes, et notamment parisiennes, suit ses normes, qui se répandent donc en Amérique à mesure que les livres espagnols y sont diffusés. Les rapprochements diplomatiques entre l'Espagne et ses anciennes colonies observés à cette époque, l'apparition dans les différents pays hispano-américains d'« académies correspondantes » (dont l'Académie chilienne de la langue en 1885) qui échangent avec l'Académie royale espagnole et se conforment à ses recommandations, et l'aspiration croissante de nombreux écrivains américains à se faire connaître en Espagne, conduisent à ce que Sarmiento qualifie en 1865 de « réaction hispano-académique », qui favorise l'unité panhispanique et isole progressivement le Chili dans son usage de l'orthographe de Bello, critiquée par certains (dont la Faculté de philosophie et d'humanités elle-même à partir de 1889) et défendue par d'autres (dont le ministère de l'Instruction publique, qui réaffirme sa prévalence dans l'enseignement en 1894), d'où une indécision au niveau national qu'illustrent par exemple les longues discussions menées de 1884 à 1888 par les différences instances linguistiques et éducatives du pays sur l'opportunité de réimprimer pour l'usage des écoles chiliennes des exemplaires du manuel d'orthographe de l'Académie royale espagnole, proposition finalement adoptée sans grand effet. C'est dans ce contexte de division que l'idée d'une réforme phonétiste surgit à nouveau avec l'émergence du mouvement des néographes.

### Aventure néographe et consécration de l'orthographe académique (1892-1927)
Le 13 mars 1892 paraît dans les divers journaux de Valparaíso un Abiso á los qomerciantes (« Avis aux commerçants ») émanant du fiel ejectuor, le fonctionnaire chargé de l'inspection des poids et mesures de la ville, et formulé comme suit :
« El Fiel Ejequtor de la 2a. seqzion de esta ziudad aze saber á los qomerziantes qe a qomenzado su bisita de qomprobazion de las pesas y medidas. Su ofizina está situada en la qalle de Blanqo, núm. 18R y se enqontrará abierta de 1 a 5 P.M. Teniendo qonozimiento de qe muchos qomerziantes no dan fiel qumplimiento a la lei de 28 de enero de 1848 ni tampoqo al deqreto de fecha 30 de diziembre de 1870, espedido por esta Intendenzia de Balparaiso, dando para ello qomo única esqusa (la qual en realidad qareze de todo balor), la ignoranzia de las leyes, bengo en reqordarles el artículo 15 de la lei del 48. »
« Le fiel ejecutor de la 2e section de cette ville fait savoir aux commerçants qu'il a commencé son passage en revue des poids et mesures. Son bureau est situé au no 18R de la rue Blanco et sera ouvert entre 1 et 5 h de l'après-midi. Ayant eu connaissance du fait que de nombreux commerçants ne sont pas en totale conformité avec la loi du 28 janvier 1848 ni avec le décret daté du 30 décembre 1870, situation signalée par l'Intendance de Valparaíso, avec pour seule excuse (de bien peu de valeur en vérité) l'ignorance des lois, je leur rappellerai l'article 15 de la loi de 1848. »

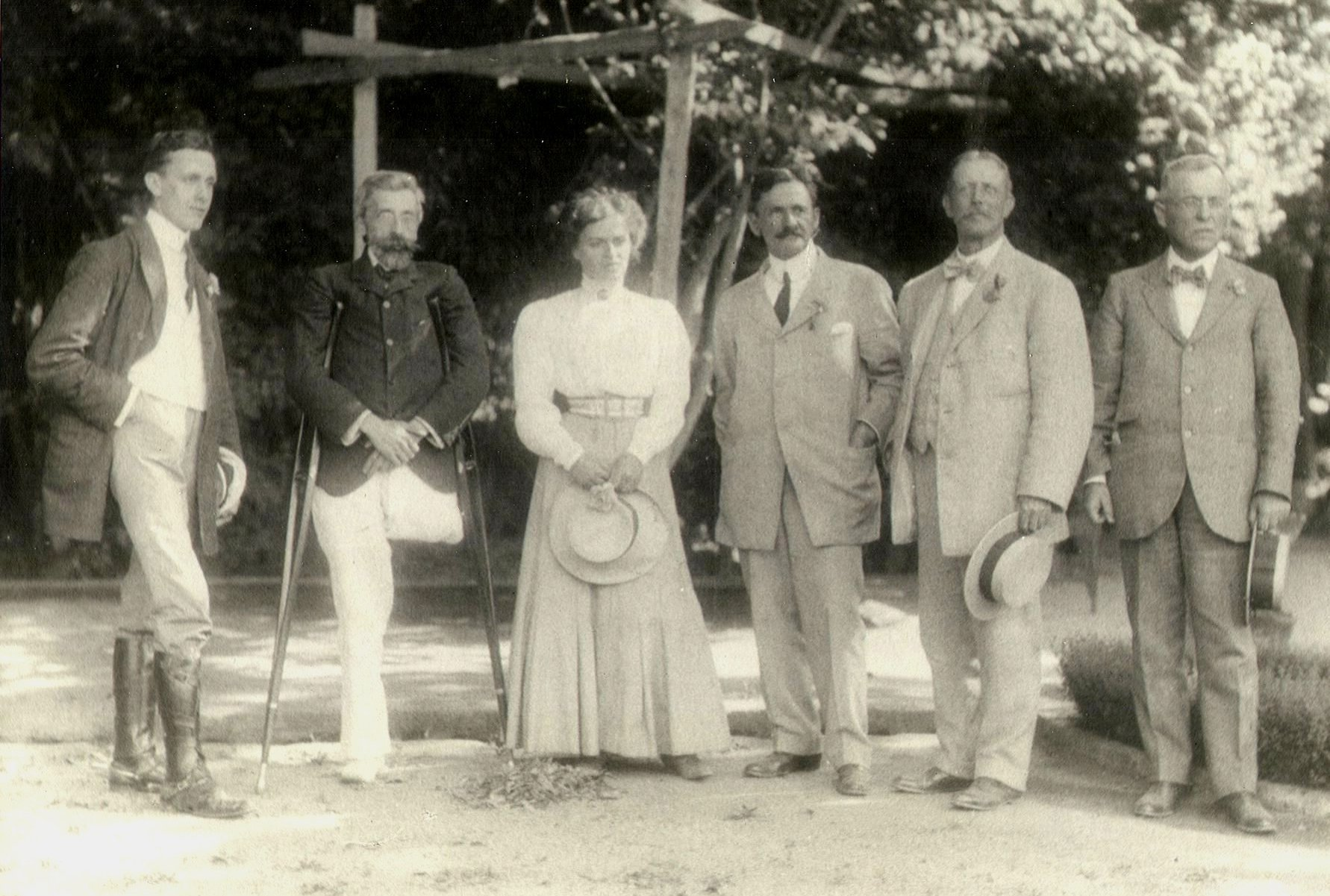
Visite d'Albert A. Michelson (3e en partant de la droite) au domicile de Carlos Newman (2e en partant de la gauche), en compagnie, entre autres, des néographes Manfredo Blumer (à gauche) et Arturo Salazar Valencia (à droite).

Tout officiel que soit cet avis, son principal intérêt réside dans son orthographe pour le moins inhabituelle, qui s'attire rapidement les foudres de l'élite cultivée : les journaux reçoivent et publient pendant plusieurs jours des lettres indignées de lecteurs auxquelles Carlos Cabezón, le fiel ejecutor, répond en défendant poliment son ortografía rrazional (« orthographe rationnelle »). Il reçoit également son lot de soutiens, donnant naissance au mouvement dit des néographes (neógrafos) : son plus ardent représentant est Carlos Newman, auteur quillotan jusqu'alors peu connu et professeur de chimie à l'École navale, qui défend Cabezón dans la presse avant de se lancer dans l'édition et de financer la publication d’œuvres écrites en ortografía rrazional. Il entraîne dans son sillage le Santiagois Arturo Edmundo Salazar Valencia, professeur de physique industrielle à l'université du Chili et collaborateur de Newman, avec qui il co-signe plusieurs publications en ortografía rrazional résumant leurs travaux de laboratoire ; s'illustrent aussi au sein du mouvement le scientifique Manuel A. Délano, l'avocat Manfredo Blumer y Salzedo, et l'historien et journaliste Rafael Egaña, dit Jacobo Edén.
Dans un contexte marqué par les expérimentations linguistiques, avec le développement de langues construites comme le volapük et l'espéranto et l'apparition à travers le monde de divers groupes marginaux partisans de réformes orthographiques, et par la montée en puissance des idées libertaires de Herbert Spencer et John Stuart Mill, les néographes revendiquent le droit d'écrire comme ils l'entendent et rejettent toute autorité linguistique. Pour eux, l'orthographe doit refléter strictement la prononciation — point sur lequel Newman se réclame de l'héritage de Bello —, comme l'explique Cabezón en 1902 :
« El mayor grado de perfekzion de ke la eskritura es suszeptible, i el punto a ke por konsigiente deben konspirar todas las rreformas, se zifra en una kabal korrespondenzia entre los sonidos elementales de la lengua, i los signos o letras ke an de rrepresentarlos, por manera ke a kada sonido elemental korresponda imbariablemente una letra, i a kada letra korresponda kon la misma imbariabilidad un sonido. »
« Le plus haut degré de perfection que puisse atteindre l'écriture, et le but vers lequel doivent donc tendre toutes les réformes, se résume en une exacte correspondance entre les sons élémentaires de la langue et les signes ou lettres qui doivent les représenter, de telle sorte qu'à chaque son élémentaire corresponde invariablement une lettre, et qu'à chaque lettre corresponde un son avec la même invariabilité. »

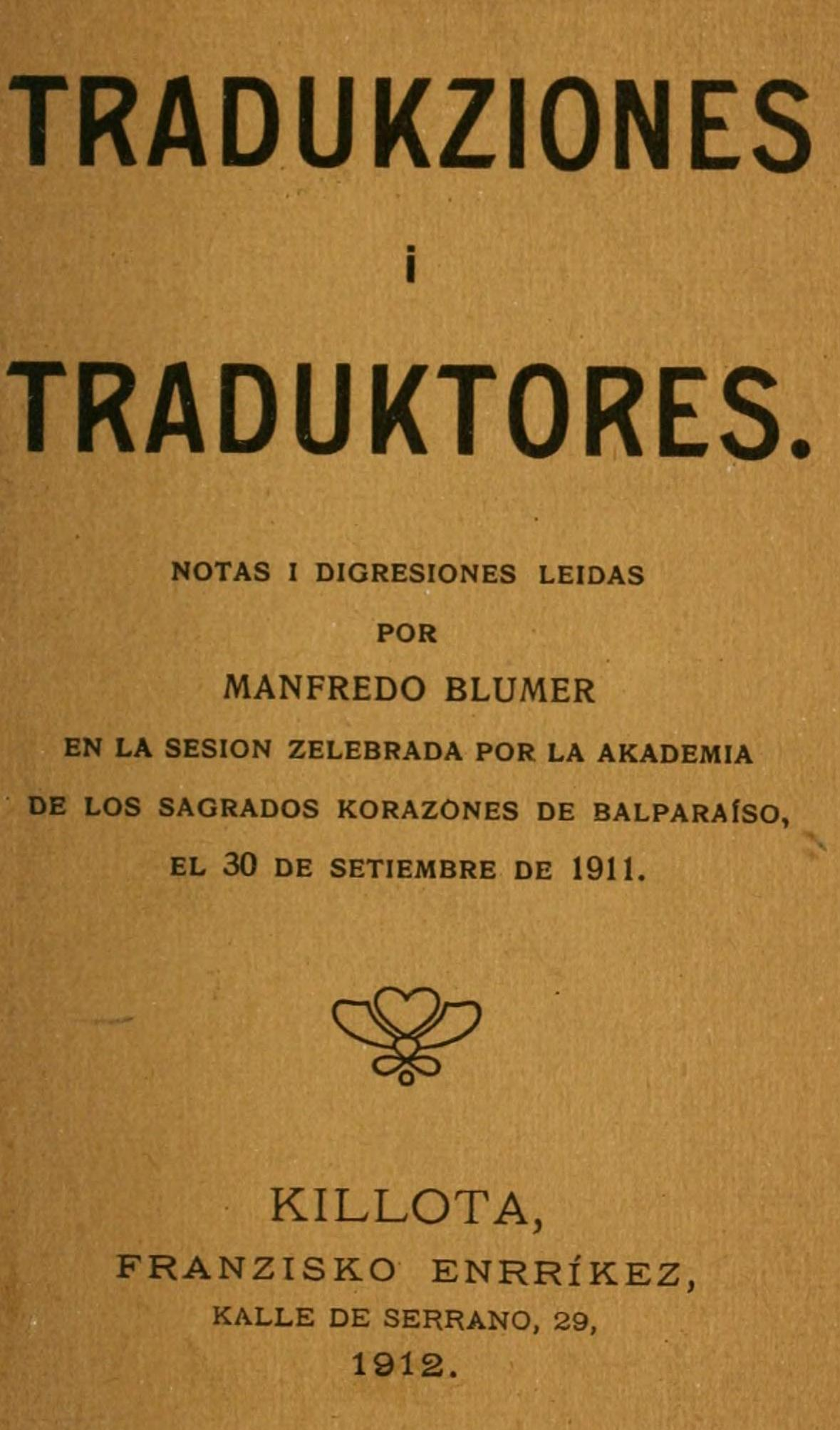
Manfredo Blumer, Tradukziones i Traduktores, 1912.

Les néographes s'inscrivent donc dans la continuité des idées de Bello et de Sarmiento, mais vont encore plus loin qu'eux dans le radicalisme réformiste : en plus de reprendre les trois simplifications de l'orthographe chilienne (je, ji pour ge, gi, i pour y vocalique et s au lieu de x devant consonne), ils notent partout [k] par q, puis par k,, utilisent exclusivement z pour [θ], remplacent v par b, suppriment les h et les u muets de que, qui, et, selon les textes et les mots, transforment gue, gui en ge, gi et les r simples notant [r] en rr doubles. Face aux attaques de leurs détracteurs, qui qualifient de « ridicule », « inutile » ou « impure » cette orthographe dont l'adoption, selon eux, « appauvrirait la langue espagnole », les néographes soulignent la rationalité de leur démarche et les avantages qu'elle offrirait par rapport à l'orthographe académique pour l'apprentissage de la lecture et de l'écriture, convoquant l'autorité de Bello et Sarmiento (qu'ils mentionnent régulièrement dans leurs manifestes, avec leurs citations transcrites en ortografía rrazional comme s'ils avaient fait eux-mêmes partie du mouvement), mais aussi de réformateurs contemporains, comme l'Espagnol José Jimeno Agius, qui propose alors un système similaire dans son pays, et le linguiste d'origine allemande Rodolphe Lenz. Celui-ci, arrivé au Chili en 1890 pour enseigner l'étude des langues modernes (français, anglais et italien) avant d'occuper les chaires de grammaire espagnole et de grammaire historique castillane à l'université du pays, se mue en l'un des principaux porte-voix du mouvement, proférant notamment dans son article Ortografía castellana (1894) de violentes attaques contre l'Académie royale espagnole : il l'accuse de ne pas compter un seul philologue accompli dans ses rangs et donc de ne pas avoir la compétence requise pour produire quoi que ce soit dans ce domaine qui ne soit entaché de graves imperfections. Les Observaciones sobre la ortografía castellana, ouvrage en faveur d'une orthographe phonétique publié par Lenz en 1891, sont d'ailleurs à l'origine de la décision de Cabezón de publier son Abiso de 1892, acte fondateur de la néographie.
En deux décennies, l'ortografía rrazional est appliquée dans une vingtaine d’œuvres originales publiées à Santiago, Valparaíso (Balparaíso) et Quillota (Killota),, ainsi que diverses traductions. Ce sera l'ultime sursaut du réformisme orthographe chilien : ni les néographes, ni les tenants de l'orthographe de Bello ne pourront arrêter les progrès de l'orthographe académique. Celle-ci est recommandée le 14 novembre 1913 par la Faculté d'humanités pour tous les établissements d'enseignement, et, si le Conseil d'instruction publique rejette cette préconisation par six voix contre cinq le 3 août 1914, c'est finalement le président Ibáñez qui met un point final à l'hétérodoxie orthographique en décrétant le 20 juillet 1927 l'adoption de l'orthographe académique dans les documents administratifs et l'instruction publique à partir du 12 octobre suivant (à l'occasion du jour de Christophe Colomb), arguant que la majeure partie des imprimeries l'utilise déjà, que l'orthographe de Bello est systématiquement rejetée pour toute publication à l'étranger et que les dictionnaires et les encyclopédies s'y conforment. C'est la fin de l'orthographe chilienne, qui ne sera plus utilisée que sporadiquement.

## Bilan et suites

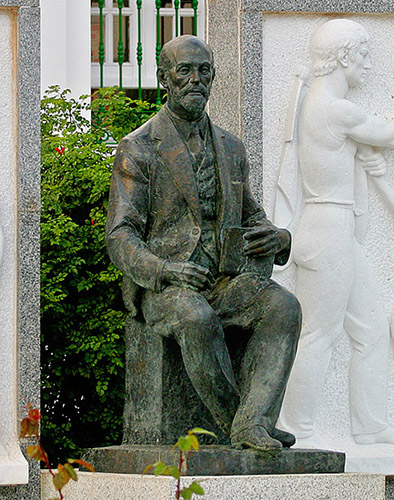
Juan Ramón Jiménez, poète espagnol insistant pour que ses œuvres soient éditées avec je et ji au lieu de ge et gi.

La réforme orthographique chilienne n'aura pas réussi à s'imposer dans sa totalité, et seuls deux traits marquants — l'usage régulier de j et i — auront eu un certain retentissement pendant un temps. L'élan phonétiste incarné par des réformistes tels que Bello aura cependant été partiellement répercuté par l'Académie royale espagnole dans une série de réformes menées en parallèle : en 1837, elle préconise l'usage de j pour noter [ x] quand l'étymologie ne justifie pas g ; en 1844, elle rejette la simplification de x en s devant une consonne pour se conformer à la prononciation [ks] qu'elle considère comme seule valide, en accord avec Bello ; en 1884, elle fait du digramme rr une unique lettre qu'elle substitue au r simple dans les mots composés comme vicerrector (« vice-recteur »), jusqu'ici vicerector, ou prorrata (« prorata »), jusqu'ici prorata (mais pas dans abrogar ou subrayar) ; en 1911, enfin, elle supprime l'accent qui existait jusqu'ici sur les particules a, e, o et u, simplification également préconisée par Bello. Même ainsi, l'orthographe académique conserve cependant des irrégularités, notamment en ce qui concerne l'usage de j et de g,, le maintien du y là où la prononciation imposerait i,, les incohérences de l'ajout du h étymologique,, la question du rr imposé dans certains mots composés mais pas dans d'autres, et l'usage parfois contre-étymologique de b et v,.
Divers auteurs défendent donc, même après l'abandon de l'orthographe chilienne en 1927, des propositions de réforme orthographique. Certains restent fidèles à l'ancienne orthographe, comme le président de l'Académie chilienne de la langue Miguel Luis Amunátegui Reyes, qui la défend dans de nombreuses publications de 1920 à 1943 ou le poète espagnol Juan Ramón Jiménez, qui insiste auprès de ses éditeurs pour qu'ils respectent l'utilisation systématique qu'il fait de la lettre j. En 1951, au premier congrès des Académies de la langue espagnole qui regroupe à Mexico des représentants de l'Académie royale espagnole et de ses diverses académies correspondantes dans le monde hispanophone, d'autres projets de réforme phonétique sont par ailleurs présentés par des académiciens hispano-américains, conduisant à l'adoption d'une résolution en faveur d'un vote sur la poursuite de réformes d'ajustement de l'orthographe à la prononciation ; d'autres projets sont présentés au second congrès des Académies, qui se tient à Madrid en 1956, puis au troisième congrès à Bogota en 1960, au quatrième congrès à Buenos Aires en 1972 (où l'Académie philippine de la langue espagnole émet une proposition si radicale qu'elle fait spécialement l'objet d'une résolution officialisant son rejet), au cinquième congrès à Quito en 1968 et au sixième congrès à Caracas en 1972 ; à partir du septième congrès à Santiago en 1976, la question n'est plus abordée, hormis à travers des préoccupations annexes d'accentuation et de typographie. L'idée n'est toutefois pas totalement abandonnée, et l'écrivain colombien Gabriel García Márquez déclarera par exemple au premier Congrès international de la langue espagnole en 1997 :
« Jubilemos la ortografía, terror del ser humano desde la cuna: enterremos las haches rupestres, firmemos un tratado de límites entre la ge y jota, y pongamos más uso de razón en los acentos escritos. »
« Mettons à la retraite l'orthographe, terreur de l'être humain dès le berceau : enterrons les h préhistoriques, signons un traité de délimitation entre g et j, et faisons un usage plus rationnel des accents écrits. »
L'adoption par l'ensemble des hispanophones de cette orthographe académique figée aura d'un autre côté permis de fédérer le monde hispanique autour d'une unité culturelle et linguistique conforme aux objectifs d'Andrés Bello, l'initiateur de la réforme orthographique chilienne. Son but était de mettre au point une norme orthographique simple pour faciliter l'alphabétisation des hispano-américains à une époque où il n'y avait pas de norme commune universellement reconnue et établie pour l'écriture de l'espagnol. L'orthographe académique jouant aujourd'hui ce rôle, elle s'inscrit dans l'idéal d'unité pan-hispanique conçu par Bello « comme un moyen providentiel de communication et un lien de fraternité entre les différentes nations d'origine espagnole dispersées sur les deux continents ». Le triomphe de cette norme est donc également, d'une certaine manière, celui de l'esprit de communauté hispanique défendu par le réformiste.

### Citations originales
1. ↑  (es) « assí tenemos de escrivir como pronunciamos, & pronunciar como escrivimos porque en otra manera en vano fueron halladas las letras »
2. ↑  (es) « Durante tres siglos no ha habido en España un solo hombre que piense. »
3. ↑  (es) « Trinidad tiránica que ha perseguido con el dictado de ignorante al que no se ha sometido a sus antojos. »
4. ↑  (es) « en que cada sonido tenga su letra, fácil, sencilla. »
5. ↑  (es) « Por no ofender los ojos llorosos de los literatos españoles y de los rutineros »
6. ↑  (es) « Prólogo a los americanos »
7. ↑  (es) « ¡Salud a la España moderna! Me reconcilio con ella »
8. ↑  (es) « aquella que se observa en la parte culta de una sociedad »
9. ↑  (es) « espíritus rutineros »
10. ↑  (es) « reacción hispano-académica »
11. ↑  (es) « empobrecería la lengua castellana »
12. ↑  (es) « como un medio providencial de comunicación y un vínculo de fraternidad entre las varias naciones de origen español derramadas sobre los dos continentes »